# Melhus kommun
Melhus kommun (norska: Melhus kommune) är en kommun i Trøndelag fylke i mellersta Norge. Kommunens centralort är tätorten Melhus. 

## Administrativ historik
Melhus kommun upprättades den 1 januari 1838 (som Melhuus formannskapsdistrikt) när Formannskapslovene från 1837 trädde i kraft. Kommunen omfattade då de nordliga delarna av den nuvarande kommunen (ett område motsvarande socknarna Flå, Hølonda och Melhus).
1865 bröts Hølonda kommun ut ur kommunen som då minskade från 4 504 invånare före delningen till 2 686 invånare efter.
1880 bröts Flå kommun ut ur kommunen som då minskade från 2 842 invånare före delningen till 2 228 invånare efter. Den återstående delen omfattade den norra delen av den nuvarande kommunen (Melhus socken).
Den 1 januari 1964 gick kommunerna Flå, Horg och Hølonda samt en del av Buviks kommun (Langørgengårdarna) upp i Melhus kommun. Kommunen ökade då från 3 978 invånare före sammanslagningen till 8 820 invånare efter.

## Kommunvapen
Blasonering: På rød bunn en gull knestående bueskytter.
(I rött fält en knäböjd bågskytt av guld.)
Kommunvapnet godkändes genom kunglig resolution den 8 november 1979. Motivet syftar på hövdingen Einar Tambarskjelve från Melhus som stod vid Olav Trygvasons sida i slaget vid Svolder där han ska ha sagt "För vek, för vek är kungens båge!"

## Tätorter
I Melhus kommun finns sju tätorter:
- Hovin
- Korsvegen
- Kvål
- Ler
- Lundamo
- Melhus (centralort)
- Storsand

## Socknar
Inom Norska kyrkan är Melhus kommun indelad i fyra socknar:
- Flå socken
- Horgs socken
- Hølonda socken
- Melhus socken

Socknarna ingår i Gauldals prosteri i Nidaros stift.

## Bilder

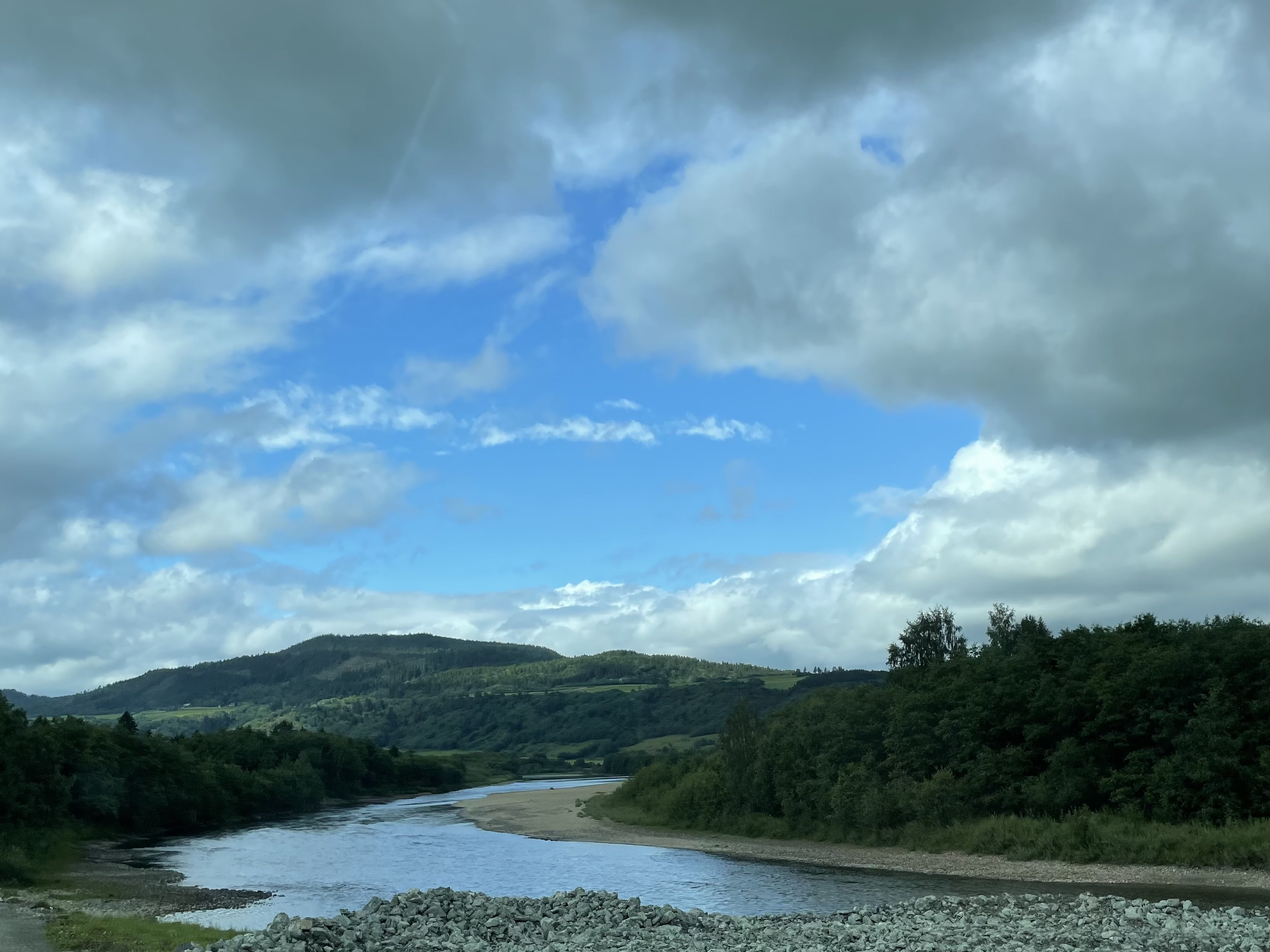
Älven Gaula söder om Melhus.
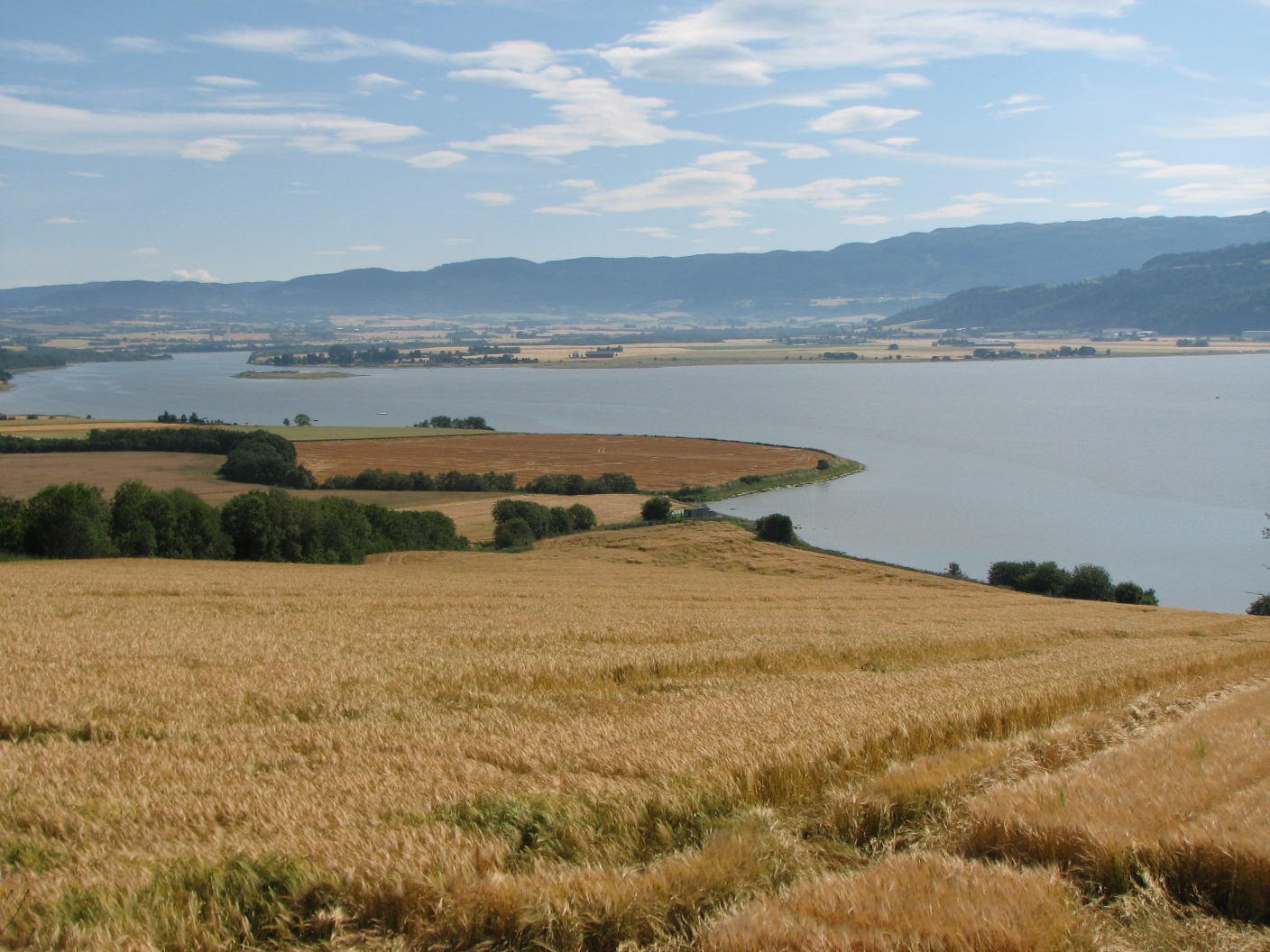
Gaulosen med Øysanden i bakgrunden.
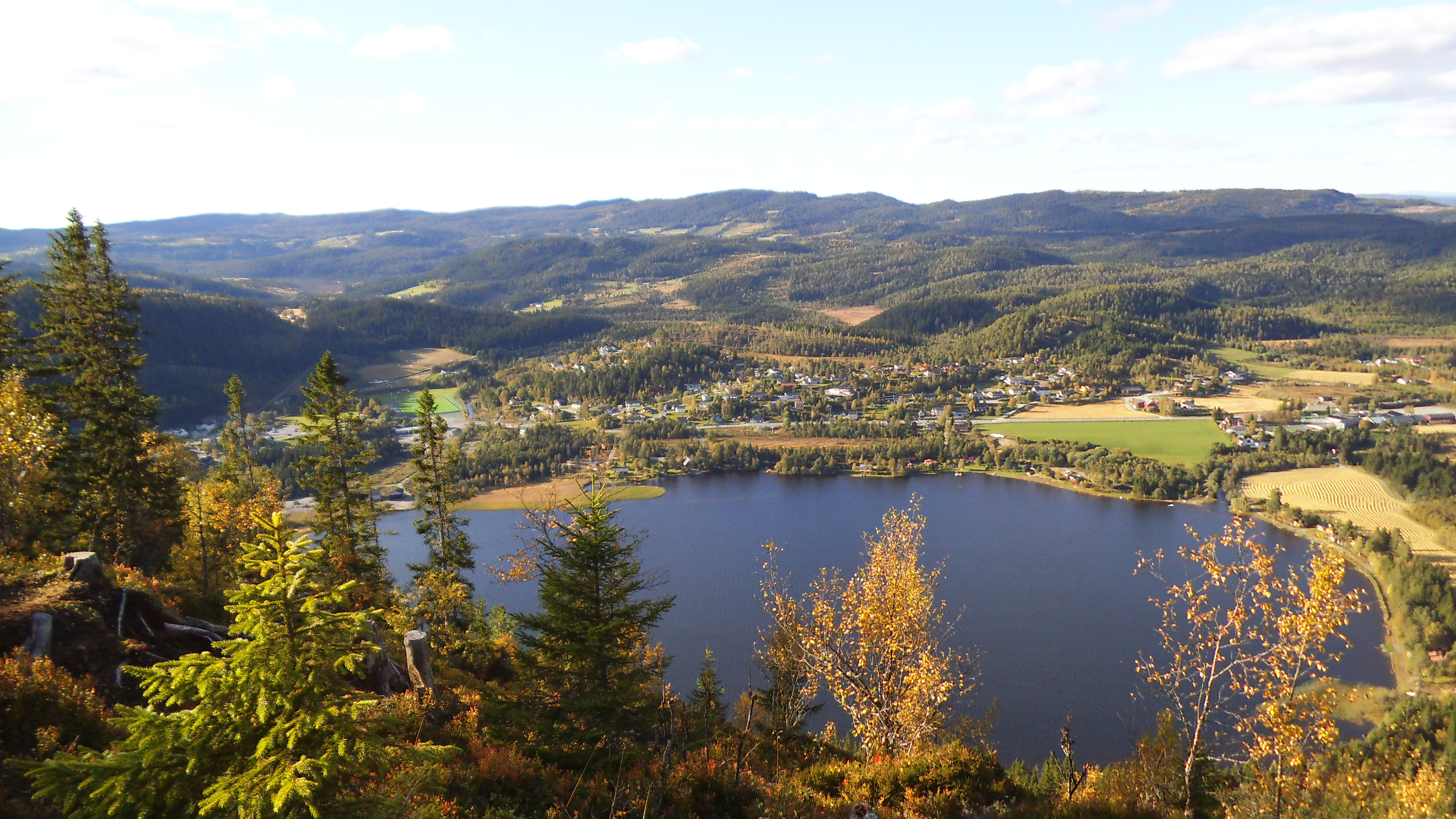
Korsvegen.